# Davide Tripiedi
Davide Tripiedi (Desio, 7 agosto 1984) è un politico italiano, deputato del Movimento 5 Stelle nella XVII e XVIII legislatura.
Nel 2009 si iscrive al Meetup Amici di Beppe Grillo di Monza e Brianza. Inizia il suo percorso politico a Desio impegnandosi nella lotta contro l'inceneritore locale e l'autostrada Pedemontana Lombarda.
Nel 2011 si candida alle elezioni amministrative di Desio con la lista Amici di Beppe Grillo.
Alle elezioni politiche del 2013 viene eletto deputato della Camera nella XVII legislatura nella circoscrizione III - Lombardia 1, per il Movimento 5 Stelle, diventando membro della XI Commissione Lavoro pubblico e privato.
Nel 2018 viene rieletto deputato della Camera nella XVIII legislatura nel collegio plurinominale Lombardia 1 – 01, sempre per il Movimento 5 Stelle.
Dal 21 giugno 2018 al 28 luglio 2020 ha ricoperto la carica di Vicepresidente della XI Commissione Lavoro pubblico e privato, ruolo per il quale viene scelto nuovamente il 29 luglio 2020, ma il 30 luglio dello stesso anno ha rassegnato le sue dimissioni.
Nel luglio 2018 è stato relatore di maggioranza sul disegno di legge di conversione del decreto-legge n. 87/2018 (c.d. "Decreto dignità").
Da marzo 2019 è Presidente della Sezione Bilaterale di Amicizia Unione Interparlamentare Italia-Pakistan.
In entrambe le legislature ha presentato una proposta di legge a sua prima firma concernente i requisiti di anzianità contributiva per l'accesso anticipato al trattamento pensionistico, in particolare quello riguardante i lavoratori delle imprese edili e affini.
A dicembre 2021 viene nominato dal Presidente del Movimento 5 Stelle Giuseppe Conte nel Comitato per le politiche del Lavoro del Movimento 5 Stelle, coordinato dall'ex Ministro del lavoro Nunzia Catalfo.
Dal 27 giugno 2022 è membro della III Commissione Affari esteri e comunitari della Camera dei deputati.